# 草盘地镇
草盘地镇，是中华人民共和国湖北省黄冈市英山县下辖的一个乡镇级行政单位。

## 行政区划
草盘地镇下辖以下地区：
草盘社区、牛轭岭村、大坳沟村、韩婆墩村、西洪河村、星光村、小河口村、茶场村、大屋村、伍桂墩村、红花咀村、黄沙河村、桃花冲村、孙家塆村、甲地河村、岩河岭村、龙家坊村、漆树园村、王家塆村和槐树坪村。